# Evgenij Michajlovič Šnejder
Evgenij Michajlovič Šnejder (1897 – 28 maggio 1947) è stato un regista cinematografico sovietico.

## Filmografia (parziale)

### Regista
- Vysokaja nagrada (1939)
- V tylu vraga (1941)